# Discocarpus
Discocarpus é um género botânico pertencente à família Phyllanthaceae.
Gênero com apenas 3 espécies, encontradas na Amazônia
- Discocarpus brasiliensis
- Discocarpus essequeboensis
- etc.